# 瑞恩·拉迪克
瑞恩·拉迪克（1989年5月17日—），愛沙尼亞籃球運動員，在場上的位置是大前鋒。他也代表愛沙尼亞國家男子籃球隊參賽。